# Championnats d'Europe de tennis de table 2005
Navigation
Édition précédente Édition suivante
Les championnats d'Europe de tennis de table 2005, vingt-cinquième édition des championnats d'Europe de tennis de table, ont lieu du 27 mars au 1er avril 2005 à Aarhus, au Danemark.
Le titre simple messieurs est remporté par Vladimir Samsonov.